# Tibiagomphus uncatus
Tibiagomphus uncatus är en trollsländeart som först beskrevs av Fraser 1947.  Tibiagomphus uncatus ingår i släktet Tibiagomphus och familjen flodtrollsländor. IUCN kategoriserar arten globalt som livskraftig. Inga underarter finns listade i Catalogue of Life.